# John Hart (rugbista 1982)
John Hart (Londra, 20 marzo 1982) è un ex rugbista a 15 inglese, per dieci stagioni terza linea centro dei London Wasps con cui ha vinto quattro titoli di campione nazionale e due di campione d'Europa.

## Biografia
Nato nel sobborgo londinese di Wimbledon, Hart crebbe a Croydon dove frequentò le scuole e iniziò a giocare a rugby.
Entrato nell'accademia dei London Wasps nel 2000, esordì in English Premiership nel novembre 2002; nel ruolo di terza linea centro fu per molto tempo la seconda scelta di Lawrence Dallaglio, anche se divenne vice capitano della squadra dietro lo stesso Dallaglio e, nel 2005, durante un infortunio di quest'ultimo, vestì i gradi da capitano.
Rappresentò l'Inghilterra a livello giovanile, mai a livello maggiore, e con gli Wasps vinse quattro Premiership nonché due edizioni della Heineken Cup, la Coppa d'Europa di club.
Si aggiudicò inoltre una Challenge Cup e, dopo il 2008, divenne definitivamente capitano della squadra dopo il ritiro di Dallaglio.
Nella stagione 2011-12, infortunatosi una prima volta a metà campionato, forzò i tempi di recupero ma, rientrato dopo tre mesi, a causa di una lesione alla spalla fu costretto a porre fine alla sua attività a metà aprile, quando ancora mancavano diverse giornate alla fine del torneo.
Il suo ritiro cadeva solo un mese dopo quello del suo compagno di squadra e di reparto Tom Rees, costretto a terminare l'attività a 27 anni a causa di un infortunio al ginocchio.
Entrambi i giocatori sono stati nominati ambasciatori del club a partire dalla stagione successiva.

## Palmarès
- Premiership: 4
London Wasps: 2002-03, 2003-04, 2004-05, 2007-08
- Heineken Cup: 2
2003-04, 2006-07.
- Challenge Cup: 1
2002-03.